# Monsters (película de 2010)
Monsters es una película británica de ciencia ficción y drama de 2010 escrita, fotografiada y dirigida por Gareth Edwards y protagonizada por Whitney Able y Scoot McNairy. Una secuela dirigida por Tom Green fue lanzada en 2014 con el título de Monsters: Dark Continent y protagonizada por Nuria Rojas.

## Argumento
6 años atrás, una sonda espacial que contenía muestras de formas de vida alienígena se estrella en el norte de México de la cual comienzan a surgir extrañas criaturas, similares a cefalópodos, obligando a sellar más de la mitad de dicho país como zona en cuarentena. El ejército mexicano y el de EE. UU. intentan contener sin mucho éxito a las criaturas, mientras que entre la frontera de ambos países se ha construido un gran muro para evitar la propagación de la zona infectada en suelo estadounidense.
La película inicia con un convoy militar que patrulla durante la noche las calles de una ciudad del norte de México, sufriendo una emboscada por un alienígena que está sobre un edificio, dañando algunos vehículos del convoy y llegando a herir a sus ocupantes. Se ve cómo una mujer aparentemente muerta yace en el suelo y es ayudada por un hombre. Los militares le disparan al alienígena sin éxito y piden apoyo aéreo. La cámara cambia a la de un bombardero que apunta hacia la gran criatura, mientras sus bombas le caen encima.
Tras esto, se muestra el viaje de regreso a EE. UU. desde San José, Costa Rica, América Central, de un periodista gráfico (Andrew) y una joven estadounidense (Sam), hija del dueño del medio de prensa para el cual él trabaja. A medida que pasan los días juntos, Andrew y Sam terminan convirtiéndose en amigos poco a poco. Durante una fiesta Andrew duerme con una joven que aprovecha para robar sus pasaportes, evitando que Sam pueda cruzar a los Estados Unidos desde la costa mexicana. Después de tener que sacrificar su anillo de compromiso, Sam paga un viaje por agua y tierra. En el transcurso, llegan a conocer lo que ocurrió en la zona infectada desde su clausura hace seis años, cómo la población civil sufre más por los ataques militares que por las criaturas mismas, cómo nadie está enterado de qué son los monstruos en realidad y que la infección misma se trata de los huevos que son dejados por los extraterrestres en los árboles después de reproducirse en el mar. Tras sufrir un ataque alienígena y el asesinato del grupo de mercenarios que los acompañarían a la frontera, ambos continúan a pie y cruzan a los Estados Unidos, pero se dan cuenta de que la primera ciudad de la frontera fue devastada por las criaturas que lograron abrirse paso a través del muro. Ya de noche, después de contemplar a dos enormes extraterrestres en lo que parece un cortejo, Andrew y Sam terminan besándose. Es entonces cuando llega el ejército de EE. UU. con intención de rescatarlos, aunque ambos se dan cuenta de que no desean volver a casa, sino estar el uno con el otro. Cronológicamente la primera escena es la última, dándose a entender que la mujer que posiblemente moría durante la emboscada al convoy era Sam.

## Reparto
- Whitney Able interpreta a Samantha Wynden, trabajando en México se encontró con una situación crítica de la que no se explica nada. Es la hija del dueño del medio de prensa en el que trabaja Andrew Kaulder. Está comprometida con alguien en los Estados Unidos.

- Scoot McNairy interpreta a Andrew Kaulder, un fotógrafo (periodista gráfico), que no está conforme de la manera que se remunera su trabajo, a causa del fuerte sensacionalismo que impera en la sociedad. De una intensa, pero corta relación, hace unos años, tiene un hijo del cual supo dos años después de su nacimiento y la madre le dio permiso para verlo, pero no para ser su padre, asunto que lo tortura y también le da la profundidad al personaje.

## Producción
La película fue dirigida por Gareth Andrews, que tenía ya trayectoria como libretista y sobre todo por su trabajo en efectos visuales. Allan Niblo y James Richardson de Vertigo Films son los productores. Se dice en una fuente que la película fue realizada con un presupuesto de tan solo U$S 15.000 por un equipo de únicamente dos personas usando equipamiento no profesional, pero al llegar con el presupuesto en el sub de los $500,000. Aunque el propio director, en el festival de Sitges, negaba con la cabeza esa posibilidad cuando los periodistas le preguntaron sobre el exiguo presupuesto.
La película fue filmada enteramente en exteriores reales, para los que no se consiguió un permiso anticipado y contando como extras con gente que casualmente se hallaba en el lugar. Se filmó en Costa Rica, Guatemala, México y en el estado de Texas en los EE. UU. Las características geográficas de los lugares no se ajustan a los sitios que los mapas mostrados en la película indican. Además se dice en los títulos iniciales que el viaje de los protagonistas comienza en San José, América Central, pero la zona que se marca como de cuarentena es territorio mexicano en América del Norte. Muchos diálogos y avisos fueron mal traducidos al español.
Como la mayoría de los extras no eran actores que estaban convencidos de estar en la película, sus acciones fueron improvisados. Como resultado de todo este comportamiento al azar, la idea de las secuencias de los comandos de la película salió de la ventana de su lugar que había un párrafo que describía la escena suelta con solo los puntos principales que habían de ser golpeados. Como los actores llevaron esto a cabo se les dependió de ellos. Cada noche, durante el período del rodaje del editor Colin Goudie y su asistente Justin Hall descargaban cada día de las tomas de las tarjetas de memoria que podían ser borradas y estar listas para el día siguiente de la filmación.
De vuelta en el Reino Unido, Edwards estaba más de 100 horas del metraje exclusivo improvisado (en lugar de repetir las tomas de las escenas con el guion que sería muy similar) para editar en una película coherente. Edwards hizo todos los efectos especiales que se utilizaron fuera de la plataforma de Adobe y el software del Autodesk 3ds Max. La primera asamblea fue larga con más de cuatro horas de duración y más de ocho meses de la edición que fue recortado a los 94 minutos. Una vez de que el metraje de la película estaba editado, Reynolds tenía cinco meses para crear las 250 tomas de los efectos visuales, un proceso que se llevó a cabo en su dormitorio. «[Estaba] batiendo a cabo alrededor de las dos tomas al día, lo cual estaba bien hasta que llegué a la primera vacuna de la criatura, entonces, de repente de los dos meses que pasaron y yo todavía no había terminado ningún plano de la criatura, lo que resultó ser la parte más difícil de todo el proceso.» Debido a las limitaciones del tiempo, los efectos del sonido tuvieron que ser presentados antes de los efectos especiales que se llevaron a cabo.

## Estreno
Monsters fue parte del festival South by Southwest y el 17 de marzo de 2010 Magnolia Pictures adquirió derechos de exhibición para el proyectocita requerida[cita requerida].
La película se estrenó en el R.U. como parte del Festival Internacional de Cine de Edimburgo.
El 24 de mayo de 2010 DFilms adquirió los derechos para la distribución canadiense.La película fue parte del Mercado de Cine del Festival de Cine de Cannes del 2010.
Se estrenó en Rusia y Kazajistán el 30 de septiembre de 2010, distribuida por Volgafilm. El estreno en salas de exhibición de los EE.UU. se anuncia para el 29 de octubre de 2010. También se anuncian fechas de estreno en el R.U., Canadá y Alemania.
En los EE.UU. está disponible en video desde el 24 de septiembre de 2010.
El 7 de enero de 2011 se proyectó dentro del Maratón Nocturno de cine del Festival Actual 2011 en Logroño (España).

## Confusión
Muchos de los lugares de la película se encontraban en México, incluyendo lo arriesgado para el aventurarse hacia la zona infectada, pero en el interior del punto de control, una bandera de Guatemala puede apreciarse en el escenario. También, la bandera guatemalteca del brazo de los parches puede observarse en la fuerza policial que estaba en la zona infectada y afuera, a lo largo de los automóviles de la policía guatemalteca.
Otra situación de confusión se daba exactamente cuando el personaje de Andrew encuentra a Samantha en un hospital, en la toma se aprecia la fachada del Hospital Calderon Guardia situado en San Jose, Costa Rica, inmediatamente la escena transiciona a los dos personajes a bordo de un taxi, y el conductor en un claro acento mexicano interactúa con ellos.

## Recepción

### Recepción de crítica
Monsters recibió críticas generalmente positivas de los críticos, obteniendo un 62% "fresco" o una calificación de 5.7/10 en la revisión total de Rotten Tomatoes con el consenso del sitio diciendo: "No muy a la altura de su premisa interesante, pero Monsters es una mezcla de la invasión de las tropas de los alienígenas, política, temas y la relación del drama sorprendente." Roger Ebert recibió a la película con tres y media de cuatro estrellas y dijo: "Monsters tiene nuestra atención cada vez más profundamente como nos damos cuenta de que no es una fotografía de la explotación informal." La película se posicionó en el #3 en el Top 10 de las Películas del Sci-Fi del Moviefone de la lista del 2010. El cineasta Kevin Smith es una fanático de la película, diciendo en su Podcast del Hollywood Babble-On que "será del interés para todo lo relacionado con el niño en ti que le gustaba a la película a las cuatro en punto."

### Premios
Monsters ha sido nominada a seis Premios del Cine Independiente Británico, incluyendo Mejor Imagen, Mejor Director y Mejor Actor, pero eventualmente al ganador del premio para el Mejor Director, Mejor Logro Técnico y Mejor Logro en la Producción. La película en el BAFTA del 2011 fue nominada para el Debut Pendiente por el Director Británico, pero últimamente fue perdido para el Four Lions.

### Marketing
En las semanas anteriores a la fecha del lanzamiento del Reino Unido que será el 3 de diciembre de 2010, una campaña del marketing con la novela popular de la red social Foursquare fue anunciado. Vue Entertainment y Cinemas Cineworld han creado los "lugares infectados", que darán a los usuarios acceso al contenido exclusivo de Monsters y la oportunidad de ganar al azar la mancha de los premios.

## Banda sonora
El músico de género electrónica Jon Hopkins fue el compositor de la banda del sonido de la película.